# Kootingal
Kootingal är en ort i Australien. Den ligger i kommunen Tamworth Municipality och delstaten New South Wales, i den sydöstra delen av landet, omkring 310 kilometer norr om delstatshuvudstaden Sydney.
Närmaste större samhälle är Tamworth, omkring 12 kilometer väster om Kootingal. 
I omgivningarna runt Kootingal växer huvudsakligen savannskog. Runt Kootingal är det mycket glesbefolkat, med 3 invånare per kvadratkilometer. Genomsnittlig årsnederbörd är 1 272 millimeter. Den regnigaste månaden är februari, med i genomsnitt 223 mm nederbörd, och den torraste är oktober, med 25 mm nederbörd.